# Teatro Municipal de Gotemburgo
O Teatro Municipal de Gotemburgo (em sueco Göteborgs Stadsteater) está situado na praça Götaplatsen na cidade de Gotemburgo na Suécia.
Foi fundado em 1934, e é o teatro municipal mais antigo do país.
O edifício em estilo neoclássico foi projetado pelo arquiteto Carl Bergsten em cooperação com o realizador Knut Ström.
O salão principal tem forma de ferradura com lugar para 1010 pessoas. Uma sala menor, chamada Estúdio, acolhe 220 pessoas.
Atualmente, o Teatro municipal de Gotemburgo conta com cerca de 150 colaboradores, produz cerca de 29 peças anualmente, e acolhe cerca de 115 000 espectadores por ano.